# Chabuca Granda
María Isabel Granda y Larco (Cotabambas Auraria, Apurímac, 3 de septiembre de 1920-Miami, 8 de marzo de 1983), conocida artísticamente como Chabuca Granda, fue una cantautora, productora discográfica, guionista de cine y dramaturga peruana. Compuso y escribió un gran número de canciones de música criolla y afroperuana, así como poesías y guiones teatrales y cinematográficos.
Consiguió fama a nivel internacional gracias a temas como «La flor de la canela», «José Antonio», «El puente de los suspiros», «Cardo o ceniza» y «Fina estampa». Durante tres décadas de vida artística, atravesó diferentes etapas de inspiración musical, yendo desde las composiciones evocadoras de una Lima señorial y sus personajes típicos, pasando por canciones de compromiso social, hasta la influencia afroperuana en sus composiciones. Trabajó al lado de reconocidos músicos peruanos, como los guitarristas Óscar Avilés, Lucho González, Félix Casaverde y Álvaro Lagos, y los cajonistas Carlos «Caitro» Soto y Eusebio Sirio, Pititi. Realizó diversas giras por muchas capitales de Iberoamérica, permaneciendo largas temporadas en Buenos Aires, Ciudad de México y Madrid.
Ha influido en diversos artistas peruanos como Susana Baca, Eva Ayllón, Gian Marco y Juan Diego Flórez, entre otros, y sus canciones han sido versionadas por importantes intérpretes internacionales como María Dolores Pradera, Pamela Rodríguez, Caetano Veloso, Joaquín Sabina, Soledad Pastorutti o Julio Iglesias.
En 2017 su obra musical fue declarada Patrimonio Cultural de la Nación y en 2019 el Gobierno peruano le concedió a título póstumo la máxima condecoración nacional, la Orden El Sol del Perú.

## Biografía
María Isabel Granda y Larco nació el 3 de septiembre de 1920, en el asentamiento minero Cotabambas Auraria a más de 4000 metros sobre el nivel del mar (hoy parte de la Mina Las Bambas) en el actual distrito de Progreso en la provincia de Grau, departamento de Apurímac en Perú. Sus padres fueron el ingeniero de minas Eduardo Antonio Granda San Bartolomé (hijo del matemático y educador peruano José Granda), e Isabel Susana Larco Ferrari, trujillana perteneciente a la familia Larco de ascendencia italiana.
En 1923 la familia se trasladó a Lima. Fue bautizada en la iglesia de los Huérfanos. Realizó sus estudios en el colegio Sagrados Corazones Belén. Parte de su niñez, hasta los doce años, lo transcurrió en un rancho en la Bajada de los Baños en el distrito de Barranco.

### Cantante amateur
Comenzó a cantar a los 12 años de edad, y debido a su voz de soprano, integró el coro de su colegio; además, fue nombrada vicepresidenta de la Asociación de Canto del mismo. Culminados sus estudios escolares, siguió cursos libres en el Instituto Femenino de Estudios Superiores, de la Pontificia Universidad Católica del Perú. 
En 1937 integró de forma amateur el Dúo Luz y Sombra, al lado de Pilar Mujica Álvarez-Calderón, interpretando música mexicana de Guty Cárdenas, que se presentó en espacios musicales de Radio Miraflores y Radio Nacional, y en el auditorio del Teatro La Cabaña. También formó en 1940 un trío junto con las hermanas Martha y Rosario Gibson. Por esos años trabajó como secretaria, pero sin dejar nunca su afición por la música. También ingresó a la Asociación de Artistas Aficionados, en la cual practicó teatro y ópera.
En 1942, se casó en Lima con el militar brasileño Enrique Demetrio Fuller da Costa, con quien tuvo tres hijos: Eduardo Enrique, Teresa María Isabel y Carlos Enrique Fuller Granda. Chabuca no obtuvo el apoyo de su marido para continuar con su carrera musical por lo que su vida matrimonial fue breve, y terminó en divorcio en 1952, todo un escándalo para la sociedad limeña de la época. Tras ello, con casi 30 años, empezó a componer sus propias canciones. Su vida artística atravesó por tres etapas musicales: una primera etapa con la evocación de una Lima antigua y tradicional como inspiración, pasando por una etapa de compromiso con la canción de temática social, hasta finalizar por una última etapa de influencia y rescate la música afroperuana.

### Primera etapa: Lima antigua como inspiración
Mientras trabajaba de dependienta en una botica francesa del Jirón de la Unión, incursionó en la composición de valses criollos. En 1948 ganó un concurso organizado por la Municipalidad del Rímac con su tema «Lima de veras». En esta primera etapa musical, su fuente de inspiración fue la ciudad de Lima de principios del siglo XX. Su primera composición confirma esta tendencia que se materializará en personajes tradicionales, distinguidos y de clases altas como «Fina estampa», tema dedicado a su padre, «José Antonio», inspirado en el criador de caballos de paso José Antonio de Lavalle y García, y «Señora y dueña» canción compuesta a su amiga y madrina de su tercer hijo, Mocha Graña.
En esta década musical dio a conocer dos nuevos valses, «Zaguán» y «Callecita escondida», y la marinera «Tun, tun... abre la puerta». Este primer período de su producción creativa fue netamente evocativo y pintoresco, con temas como «Gracia», dedicado a su madre, y «Ha de llegar mi dueño», ambas composiciones popularizadas por el trío Los Troveros Criollos; «El puente de los suspiros» popularizado por el trío Los Morochucos; y «Zeñó Manué», entre otros.
En 1950, Chabuca compuso la canción «La flor de la canela» en honor a Victoria Angulo, una lavandera afroperuana, y donde también refleja la imagen de una Lima antigua, bucólica y señorial. Es la ciudad que ella conoció a través de su padre, la del barrio de Barranco, de grandes casonas afrancesadas, con inmensos portales y jardines de invierno. Su fama como compositora alcanzó nivel nacional en 1954, cuando el conjunto Los Chamas grabó «La flor de la canela». Esta composición traspasó incluso las fronteras nacionales, hasta convertirse en una de las canciones más representativas de la música peruana.
Fumadora empedernida, fue aquejada de una enfermedad que afectaba a su laringe. Viajó a Alemania en 1956 para tratarse y en 1958 se trasladó a Estados Unidos para someterse a una operación en la glándula tiroides en la que le provocaron una lesión en el nervio laríngeo que hizo que cambiara su registro de soprano a contralto al convertirse su voz más grave. Ya recuperada, se propuso interpretar sus propias canciones. Junto a un estilo en el que combinaba el cantar conversado con un acompañamiento musical estilizado, le ayudó a conseguir su fama internacional llegando a presentarse en varios países de Europa.
La misma compositora cimentó su fama con un álbum llamado Lo mejor de Chabuca Granda. Este disco, editado en 1961 y producido por Chabuca, reunió a sus intérpretes favoritos: Los Cinco, Los Troveros Criollos, Los Chamas y Jesús Vásquez. A la calidad de los temas y las virtuosas interpretaciones, se sumó una calidad de sonido nunca alcanzada hasta entonces, por lo cual es considerado como uno de los mejores discos en la historia de la música criolla peruana. Asimismo, al año siguiente publicó su primer álbum donde cantaba, Dialogando..., donde formó dúo con el guitarrista Óscar Avilés.

### Segunda etapa: Canción social
En la década de 1960, a rebufo de la Revolución cubana, la música latinoamericana vivió su propia revolución. Chabuca se vio inspirada en ritmos nuevos y encontró inspiración en los cambios sociales y en la juventud que luchaba por ello. En esta etapa escribió «Bello durmiente», una canción donde manifiesta su amor por el Perú y que de forma sutil critica el segundo gobierno de Manuel Prado y Ugarteche. Además compuso un ciclo de canciones dedicadas a jóvenes revolucionarios, como «No lloraba… sonreía» y «Si fuera cierto», donde recuerda a la folklorista y cantante chilena Violeta Parra, particularmente «Cardo o ceniza», donde poetiza la tormentosa relación amorosa que mantuvo Parra con el músico suizo Gilbert Favre y que fue una de las causas del suicidio en 1967 de Parra, y diversas composiciones, como «Las flores buenas de Javier», «El fusil del poeta es una rosa», «Silencio para ser cantado», o «Una canoa en Puerto Maldonado», en memoria a Javier Heraud, poeta y revolucionario peruano miembro del Ejército de Liberación Nacional, fallecido en una escaramuza con las fuerzas armadas peruanas en 1963.
También dedicó algunas canciones al Gobierno Revolucionario de la Fuerza Armada, tanto de alabanza como de crítica, como «Paso de vencedores» y «El surco»; aunque no se definía como una persona de izquierdas, a pesar de contar con muchas amistades de esta tendencia política y amigos escritores progresistas, como César Calvo, Antonio Cisneros, Manuel Scorza, Juan Gonzalo Rose, Arturo Corcuera, entre otros, sino más bien conservadora y nacionalista.
Según evolucionaba su capacidad vocal y su curiosidad, Chabuca quebrantó incluso las estructuras de la poesía y el ritmo convencionales del vals peruano y sus melodías, llevándolo a unos ritmos cercanos al jazz y la bossa nova. Su producción también revela una estrecha relación entre letra y melodía, que fue variando con el tiempo hacia una tendencia poética cada vez más sintética, y a esa evasión de las rimas, consonancias y métricas dadas. En esta nueva etapa musical fue clave el guitarrista Lucho González, quien proporcionó nuevos sonidos a la producción de Chabuca.
La voz y composiciones de Chabuca empezaron a ser reconocidas internacionalmente. En 1965, acompañada de Óscar Avilés, participó en la VI edición del Festival de Viña en Chile. En el Perú su fama le hizo incursionar en el mundo publicitario como reclamo comercial. En 1967 participó en una campaña publicitaria de Ron Cartavio.

### Tercera etapa: Música afroperuana
Chabuca Granda, nacida en el seno de una familia burguesa, supo encontrar en la música popular el estilo que la caracterizaría. Componía utilizando una guitarra, algunas veces simplemente silbando las melodías, que luego eran trasladadas al pentagrama por alguno de los arreglistas con los que trabajó. En esta etapa musical que se inicia en la década de 1970, Chabuca se aproximó a la música afroperuana que, a pesar de haber estado presente en el país desde la época virreinal debido al comercio de esclavos, había sido denostada por razones sociales.
Chabuca Granda interpretó un repertorio ligado al renacimiento de lo afroperuano, redescubriendo ritmos como la marinera, el festejo, la zamacueca y el landó, e introduciendo instrumentos como el cajón peruano y el zapateo. Para ello, contó con el apoyo y maestría de los Santa Cruz y los Vásquez, ambas reconocidas familias custodias del legado afroperuano y que han alumbrado importantes artistas como Victoria y Nicomedes Santa Cruz, o Porfirio Vásquez y su saga. Así mismo, se acompañó de músicos de este género, como Félix Casaverde, Caitro Soto, Eusebio Sirio "Pititi" y Álvaro Lagos. En esta etapa compuso temas como «Coplas a Fray Martín», en referencia al santo dominico y mulato fray Martín de Porres.
Se vinculó a la asociación cultural musical Perú Negro, fundada en 1969 por Ronaldo Campos. En octubre de 1969 ganaron el Gran Premio en el Festival Hispanoamericano de la Danza y la Canción en el Luna Park de Buenos Aires, Argentina, gracias al programa Y la Tierra se hizo nuestra creado por el poeta César Calvo, con la colaboración de Guillermo Thorndike y Chabuca. En 1971 Chabuca y Perú Negro viajaron a México para participar en el Festival Internacional de la Danza. Fue el inicio de una serie de giras por Iberoamérica, en las cuales no solo realizaba conciertos, sino que también participó en festivales y espectáculos. En 1977 apareció en el estreno del programa español 300 millones como representante de la música hispanoamericana. Al año siguiente fue invitada a participar en el XIX Festival Internacional de la Canción de Viña del Mar, esta vez como parte del jurado internacional. Sus continuos viajes y labor social le hizo ampliar su audiencia. Chabuca sentía un cariño especial por Argentina; en ocasión de la guerra de las Malvinas compuso «Argentina agredida».
En el escenario peruano, además de a Perú Negro, Chabuca amadrinó a dos jóvenes cantantes afroperuanas: Susana Baca y Eva Ayllón. En 1979 inauguró su café-concert Zeñó Manué en la galería La Aldea en el distrito limeño de Miraflores. Allí presentó espectáculos tales como Cada canción con su razón, en el que narraba el porqué de sus composiciones, además del álbum Tarimba Negra... A principios de la década de 1980 participó, junto a otros artistas internacionales, en una campaña publicitaria para la aerolínea AeroPerú.
A pesar de revitalizar el género criollo, tuvo detractores que la acusaban de desnaturalizar el vals peruano y no gozó de popularidad por una parte de la crítica musical en su país natal. Pero los especialistas, como la musicóloga y folklorista Chalena Vázquez, coinciden en el gran aporte de Chabuca a la música peruana.
El poeta César Calvo dijo de ella:

Musicalmente ella es un genio de nacimiento.

Mercedes Sosa, quien entabló amistad con Chabuca tras conocerse en 1982, dijo de sus canciones:

Son realmente maravillosas las canciones de Chabuca. Su música fue muy importante para los músicos de América Latina.

### Enfermedad y fallecimiento
El 16 de agosto de 1980 sufrió su primer infarto estando en un show con 15 000 espectadores en Bogotá. En 1982 llegó el segundo estando en Lima. Todavía se hallaba abocada a diversos proyectos musicales, cuando un tercer infarto hizo que sus médicos le aconsejaran un traslado al Florida Medical Center de Fort Lauderdale en Estados Unidos para someterla a una operación a corazón abierto el 2 de marzo de 1983. Finalmente falleció debido a complicaciones del posoperatorio en la madrugada del 8 de marzo de 1983, dejando más de cuatrocientas canciones compuestas, de las cuales registró solo 150, además de decenas de temas inéditos. La noticia de su muerte tuvo resonancia no solo en el mundo de la música y la cultura; se enviaron notas de pésame desde distintos países hispanoamericanos, destacando la remitida por Alejandro Orfila, secretario general de la OEA.
Sus restos fueron trasladados a Perú el 12 de marzo; al día siguiente un cortejo fúnebre, integrado por artistas peruanos y argentinos, y miles de admiradores, partió desde el Convento de los Descalzos y atravesó diversos lugares del centro de Lima, como la Alameda de Los Descalzos y la plaza de Armas, donde el presidente Fernando Belaúnde presentó sus respetos y el alcalde Eduardo Orrego entregó las llaves de la ciudad a sus herederos; finalmente fue enterrada en el Cementerio El Ángel junto a sus padres.

## Discografía
La discografía oficial de Chabuca Granda está compuesta por doce álbumes de estudio, de los cuales ocho publicó como cantautora y en cuatro participó supervisando la producción.

### Como cantautora
- Dialogando... (con Óscar Avilés, 1963)
- Grande de América (1973)
- La Flor de la Canela (1950)
- Voz y Vena de Chabuca Granda (1976)
- Chabuca Granda (1977)
- Chabuca Granda... y Don Luis González (1977)
- Tarimba Negra... (1978)
- Cada Canción con su Razón (1982)

### Como productora
- Lo mejor de Chabuca Granda (1961)
- Navidad (1964)
- Doce nuevos valses de Chabuca Granda (1966) de Rubén Flórez Pinedo[41]
- Misa Criolla de Chabuca Granda (1969)

### Póstumos
- Criollísima (2000)[21][42]

## Filmografía

### Televisión
- Limeñísima (Canal 13)[43][44]

### Películas
Apariciones musicales:
- Mi secretaria está loca, loca, loca (1967)
- Bromas S. A. (1967)[45]
- Volver (1969)

Como protagonista:
- Chabuca Granda… confidencias (1988)[45][46]

## Espectáculos musicales
- Limeñísima, estrenado en el Teatro Segura de Lima[4]
- Déjame que te cuente mis nuevas canciones (México)[4]
- De la tierra de uno (Buenos Aires, Argentina)[4]

## Homenajes
El Premio Nobel de Literatura Mario Vargas Llosa comentó que:

A Chabuca Granda le pasó lo mejor que puede pasarle a una artista: el mundo que inventó en sus canciones sustituyó al Perú real y es a través de aquél que se imaginan o sueñan con la realidad peruana millones de personas en el mundo que no han puesto los pies en nuestro país y que sólo han sabido del Perú a través de las composiciones de la fabuladora sentimental que fue la autora de La flor de la canela.

De manera póstuma, se le rindieron diversos homenajes tanto en el Perú como en otros países hispanos.

### Reconocimientos
Desde 2015 Chabuca Granda es parte del Salón de la Fama de los Compositores Latinos.
En 2017, a través de la Resolución Viceministerial N.º 001-2017-VMPCIC-MC, la obra musical de Chabuca Granda fue nombrada Patrimonio Cultural de la Nación, en el rubro de Obra de Gran Maestro por el Ministerio de Cultura por su «gran valor simbólico dentro del imaginario nacional, cuyo aporte de la música criolla abrió nuevas sendas en la música popular peruana».
De forma póstuma, el gobierno peruano, a través del ministro de cultura Luis Jaime Castillo, le otorgó la máxima condecoración nacional, la Orden El Sol en grado de Gran Cruz. El premio fue recibido en septiembre de 2019 por su hija, Teresa Fuller Granda, presidenta de la Asociación Cultural Chabuca Granda. En julio de 2021, se anunció un nuevo billete de 10 soles, que empezó a circular en el 22 de julio y tenía su imagen.

### Epónimos
En 1994 una plaza del distrito de Hortaleza de Madrid recibió el nombre de Chabuca Granda. También fueron bautizados un paseo en Recoleta (Buenos Aires) con el nombre de «Alameda Chabuca», inaugurada el 1 de septiembre de 1994, y otra plaza en Santiago de Chile (comuna de Conchalí). En el distrito limeño de Barranco existe el Pasaje Chabuca Granda, además la municipalidad colocó un monumento junto al Puente de los Suspiros, el mismo que da título a uno de sus valses más célebres.
Como parte de la labor de remodelación y puesta en valor del centro histórico de Lima, emprendida por el alcalde Alberto Andrade Carmona, en 1999 se reservó una extensa área colindante al Palacio de Gobierno y a la orilla del río Rímac para actividades recreativas y culturales, como shows de fin de semana de música criolla y la degustación de platos típicos de la gastronomía limeña, la misma que fue bautizada con el nombre de Alameda Chabuca Granda. Así mismo, existen dos «Anfiteatro Chabuca Granda», uno en el parque Central de Miraflores y otro en el parque de Las Leyendas.

### Versiones
Algunas de sus composiciones fueron versionadas por otros cantantes nacionales como Yma Súmac, Lucha Reyes, Tania Libertad, Betty Missiego, Pepe Vásquez o Gian Marco, e internacionales como Caetano Veloso y Celia Cruz con «Fina estampa», Plácido Domingo, Bola de Nieve, Sonia y Myriam, Julio Iglesias, María Dolores Pradera o Nati Mistral, que interpretaron «La flor de la canela».
Rubén Flórez Pinedo, considerado por la propia Chabuca como uno de los mejores intérpretes de sus composiciones, publicó el álbum Flórez para Chabuca. En 2006 el disco fue reeditado esta vez en compañía de su hijo, el tenor peruano Juan Diego Flórez, quien ha incluido en su repertorio de canciones habitual temas de Chabuca.
En 2012 la cantante peruana Miryam Quiñones publicó en Buenos Aires once canciones de Chabuca reunidas en el álbum Eternamente, Chabuca.
En 2009, la cantante peruana Eva Ayllón realizó un CD-DVD en Argentina titulado Eva canta a Chabuca Granda, donde versiona los temas de la cantautora. En 2017 se publicó el disco homenaje A Chabuca, producido por Susana Roca Rey y Mabela Martínez (conductora del programa Sonidos del Mundo), en el que participaron cantantes como Ana Belén, Rubén Blades, Joaquín Sabina o Jorge Drexler. El disco obtuvo dos nominaciones al Grammy Latino. Dos años después se presentó en la Casa de América de Madrid un segundo volumen, A Chabuca II, que contó con la participación de Juan Diego Flórez, Carlos Vives, Armando Manzanero, Pablo Milanés, Rosario Flores y La Sole.

### Homenajes audiovisuales
El compositor español Manuel Alejandro le dedicó su tema «Chabuca limeña» popularizado por Raphael, y el venezolano Aldemaro Romero escribió «Señora Chabuca Granda».
En 1985, la Organización de los Estados Americanos grabó un álbum «Homenaje a Chabuca Grande», con canciones de esta compositora peruana y de la música criolla en particular, con la cantante Fetiche.
El escritor argentino y folklorista Antonio Rodríguez Villar, amigo de Chabuca, escribió en 1995 el libro La flor de la canela, obra poética de Chabuca Granda.
Desde 1999 se emitió el programa Déjame que te cuente, conducida por su hija Teresa Fuller e inicialmente emitida en la desaparecida emisora Telestereo. Además, durante dos temporadas (2016-2017), se presentó Déjame que te cuente, El musical de Chabuca, una obra musical basada en sus más conocidas canciones.
En 2018, el director Luis Enrique Cam estrenó el documental Cantar la misa con Chabuca, donde se cuenta el estreno de «Misa Criolla», composición que Chabuca regaló a su hija como regalo de bodas y que fue estrenada el 16 de enero de 1969 en la iglesia Santa María Magdalena de Pueblo Libre, y que ha sido utilizada como marcha nupcial por muchas parejas peruanas.
El 28 de julio de 2020 en el Gran Teatro Nacional se realizó el concierto teatralizado A Chabuca en vivo en homenaje al centenario del nacimiento de Chabuca.

## Galería

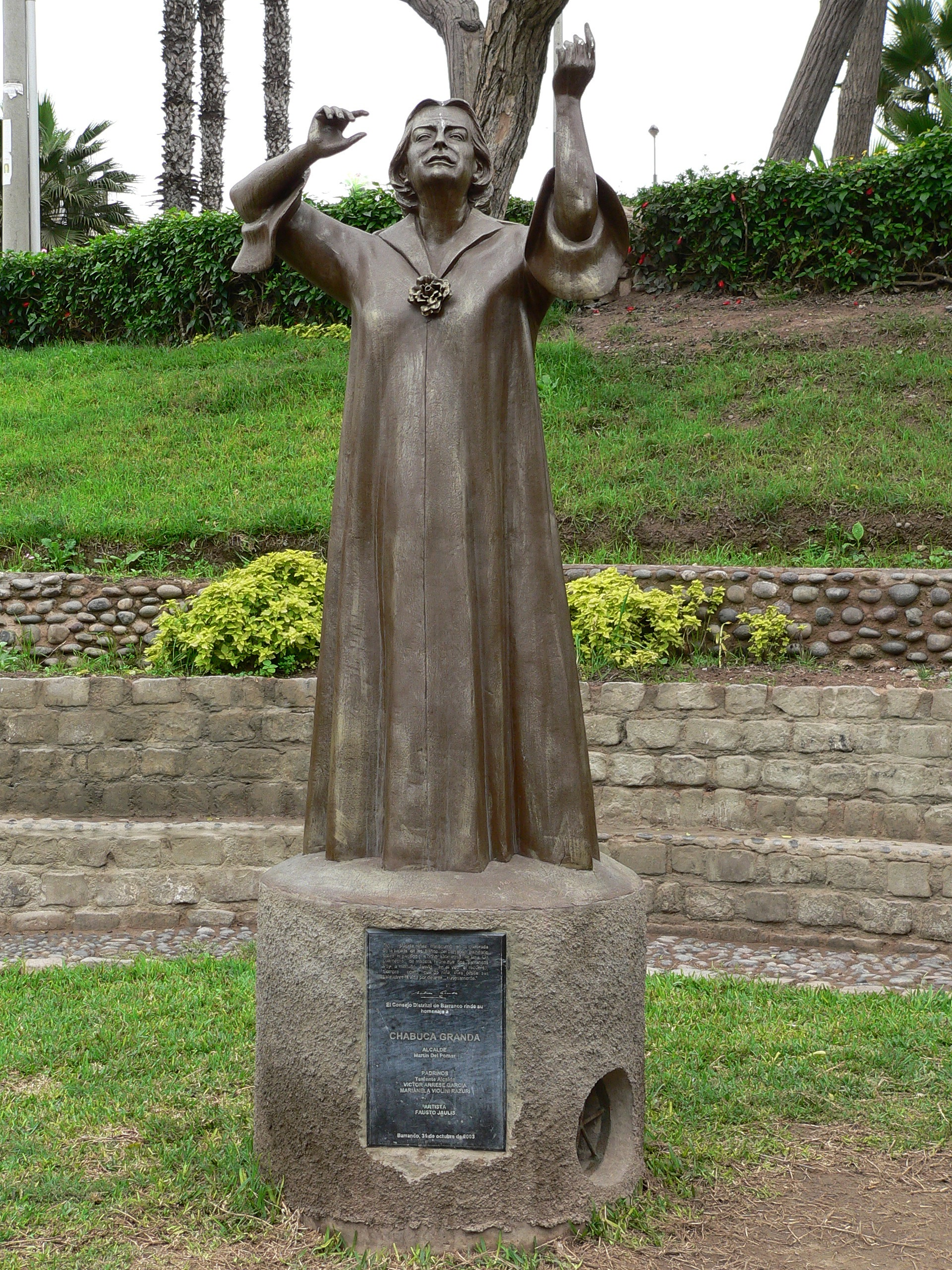
Monumento a Chabuca Granda de Fausto Jaulis,[39] inaugurado el 24 de octubre de 1992 en Barranco, junto al Puente de los Suspiros. Una réplica del mismo se encuentra en la Plaza Chabuca Granda de Santiago de Chile.
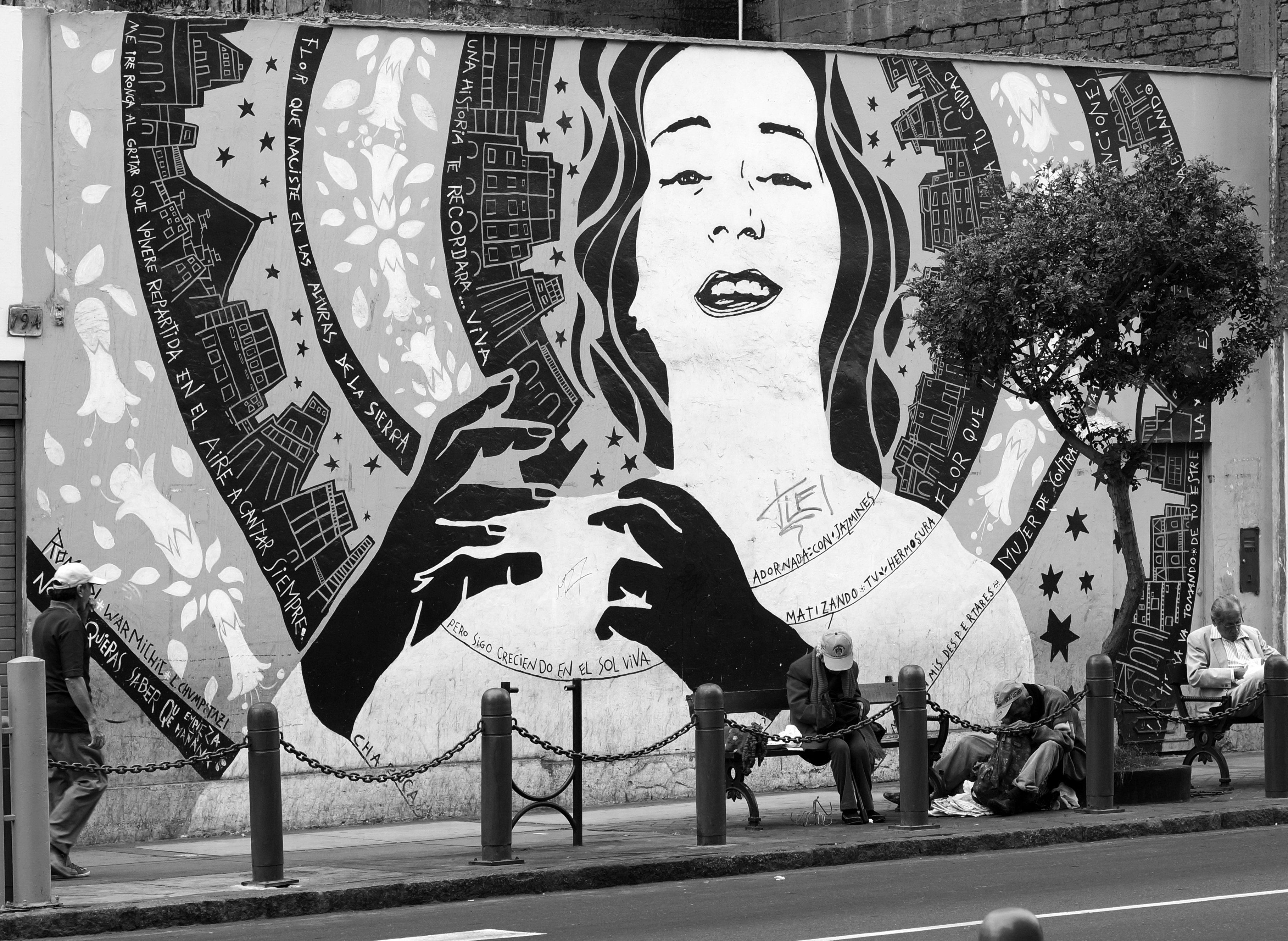
Mural de 5 x 9 metros pintado por el 30.º aniversario de su fallecimiento, por el artista Luis Chumpitaz en el centro de Lima (esquina de las calles Emancipación y Camaná). La obra fue destruida en 2019,[81] a pesar que la Municipalidad de Lima se comprometió a no hacerlo tras la intervención y protección de la UNESCO.
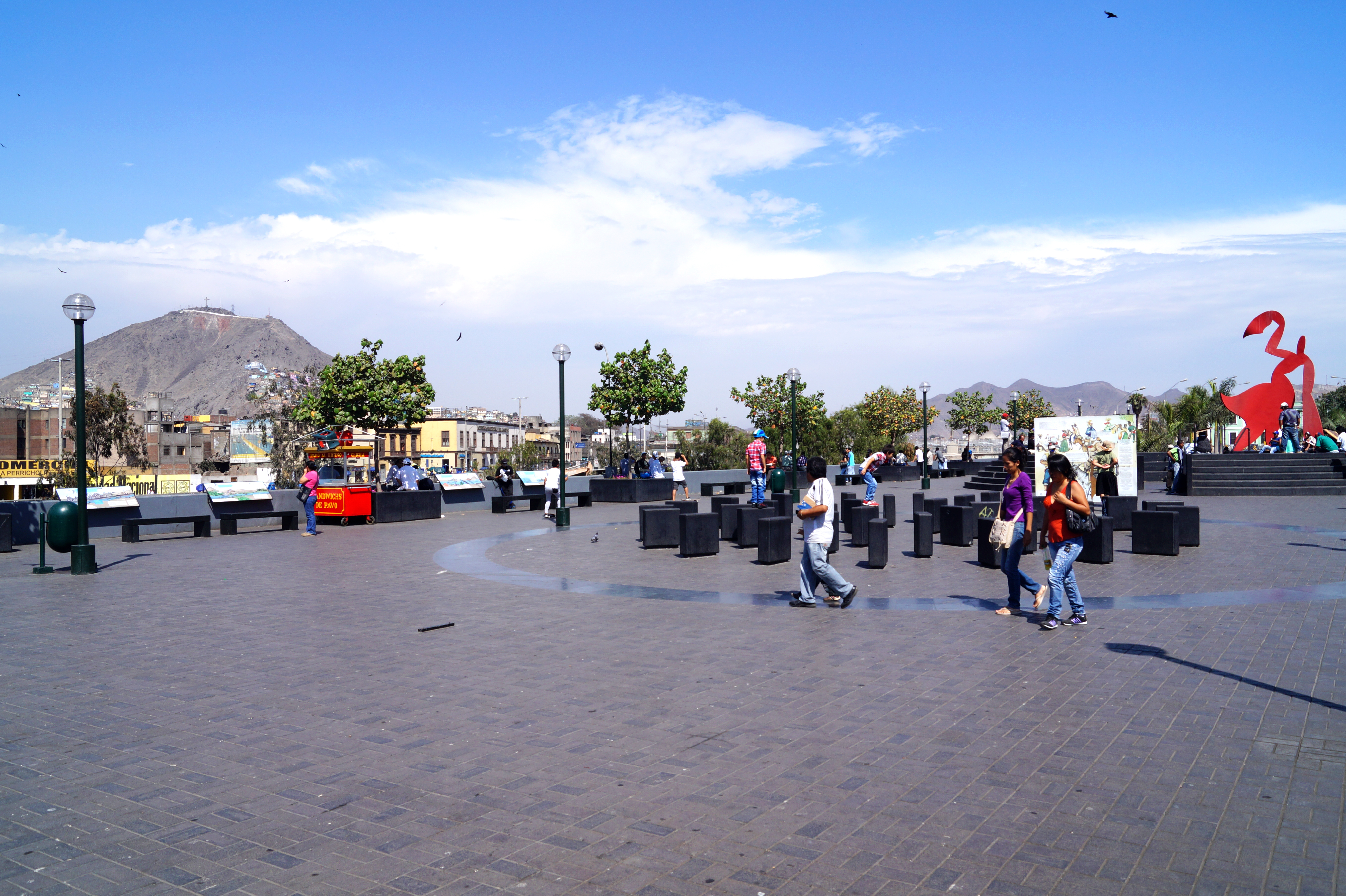
Alameda Chabuca Granda en Lima. Ubicada entre el Palacio de Gobierno y el río Rímac es un lugar donde se organizan festivales artísticos de música criolla y gastronómicos de comida tradicional.
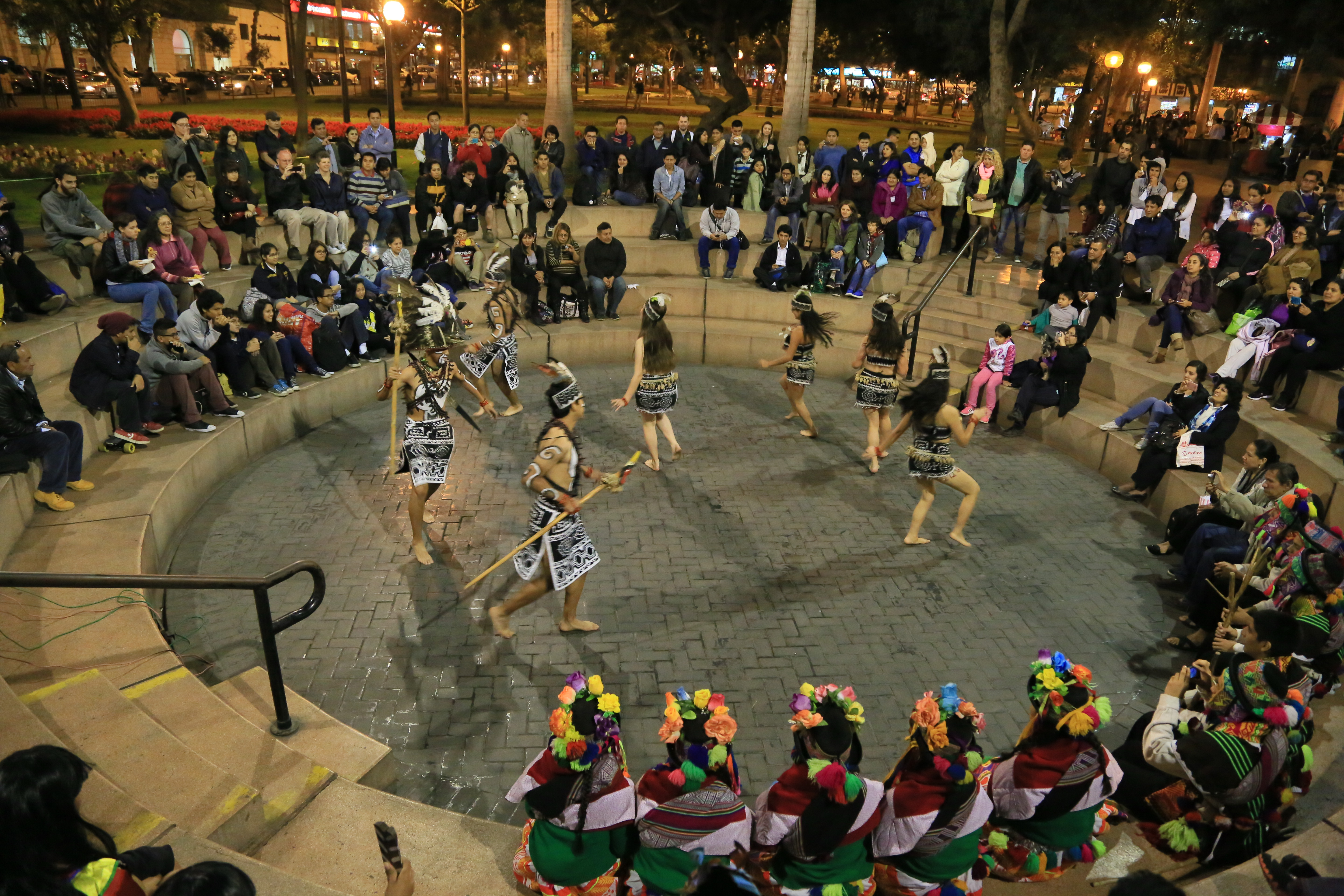
Evento artístico folklórico en el Anfiteatro Chabuca Granda en el Parque Central de Miraflores, lugar en el distrito limeño de Miraflores donde se suceden espectáculos musicales y culturales diversos.
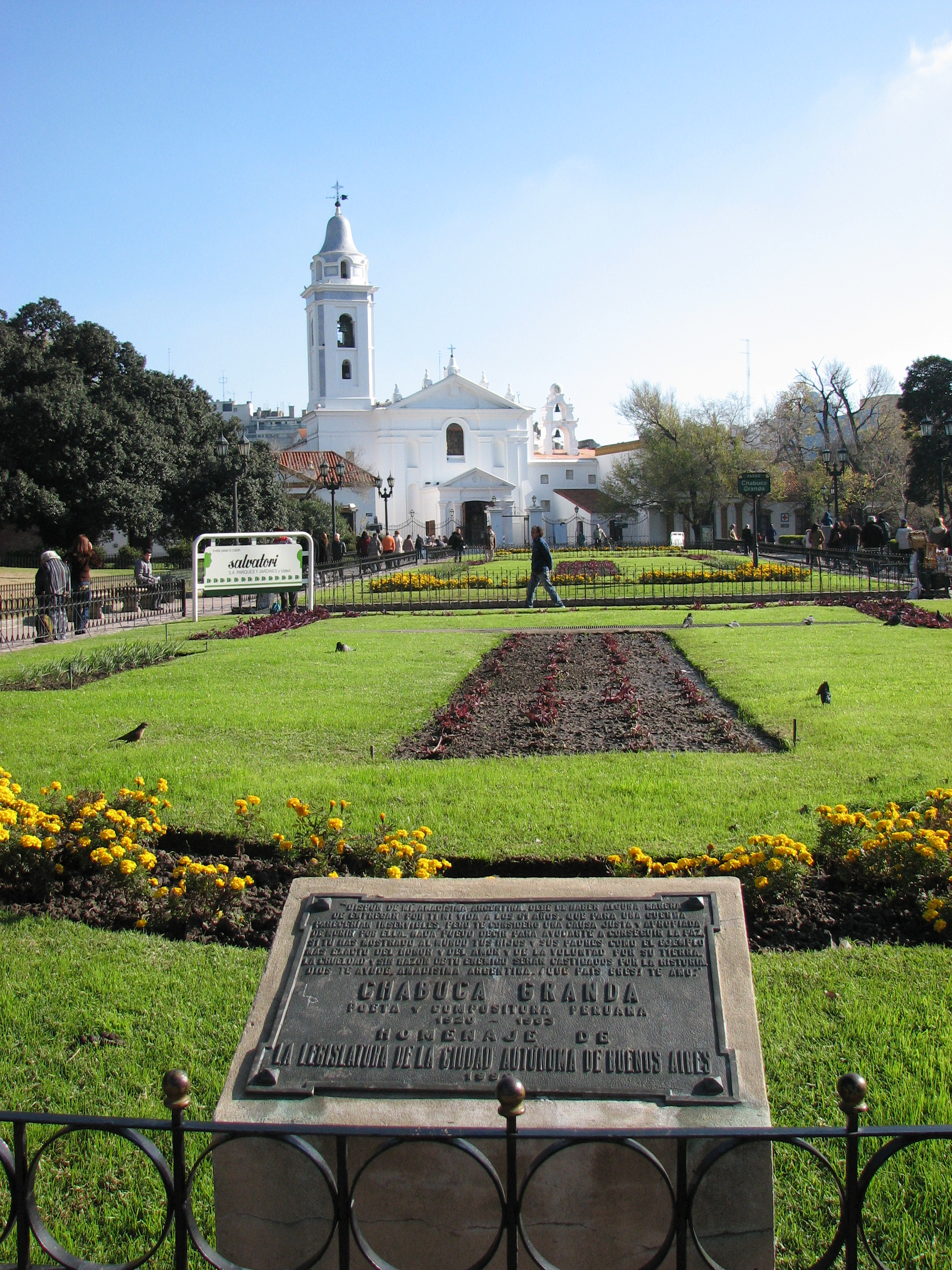
«Alameda Chabuca» frente a la Basílica Nuestra Señora del Pilar, en el límite entre las plazas Intendente Alvear y Juan XXIII, en Recoleta (Buenos Aires), inaugurada el 1 de septiembre de 1994, que el Municipio bonaerense bautizó en agradecimiento por la canción «Argentina agredida» que Chabuca compuso en ocasión de la Guerra de las Malvinas.